# Pietro Querini
Pietro Querini est un navigateur et marchand vénitien né à la fin du XIVe siècle. Il est issu d'un rameau de la célèbre famille patricienne de Venise.

## Biographie

### L'aventure dans l'Atlantique
En avril 1431, il décide d'affréter une de ses nefs au départ de Chypre pour les Flandres. La nef rejoint la Manche au début du mois de novembre, après quelques péripéties, mais une violente tempête l’empêche de continuer normalement son périple.
Jusqu’au 18 décembre 1431, pendant plus de cinq semaines, le navire dérive sans cesse plus au nord. L’équipage, composé de presque 70 hommes, lutte contre des vents de plus en plus terribles. C’est en plein Atlantique, au large de la Norvège, que Pietro Querini et son équipage décident d’abandonner l’embarcation. Après plusieurs jours de dérive sur une petite chaloupe, seize survivants finissent par débarquer sur une petite île de l’archipel des Lofoten (Sandøy) au début du mois de janvier 1432. Ils y passent plusieurs jours dans des conditions extrêmement difficiles, dans la neige et le froid, et très peu de vivres.
Ils sont finalement secourus par des pêcheurs des Lofoten qui accueillent les onze survivants pendant plus de trois mois. Au mois de mai, ces derniers décident de repartir vers Venise, traversant la Norvège et la Suède, puis rejoignant Londres pour certains. Ils atteindront finalement Venise entre novembre 1432 et janvier 1433.
Cette aventure nous est connue grâce à deux textes rédigés au retour à Venise, le premier par le capitaine et patron du navire, Pietro Querini, le second par deux marins, Cristoforo Fioravante et Nicolò de Michiel. Ces textes ont été publiés, et traduits en italien, pour la première fois par l’érudit vénitien Giovanni Battista Ramusio, dans son ouvrage Navigationi e viaggi (1550-1559). Cette formidable histoire de survie a récemment inspiré le roman Pietro Querini, les naufragés de Röst de Benjamin Guérif (éditions Rivages, 2007).

## Divers
La tradition a retenu le nom de Pietro Querini comme l’introducteur de la morue séchée (baccalà) en Italie.